# Serra de Mostalla
La serra de Mostalla (també conegut amb la forma Mustalla a Pego) és una alineació muntanyosa que separa les comarques de la Safor i de la Marina Alta, tot tocant els termes municipals d'Oliva, Pego i l'Atzúbia.
El seu cim es troba a la creu de Mostalla, amb 359 metres sobre el nivell del mar.